# Camino excavado
Un camino excavado (también camino hueco o camino hundido) es un camino que ha sido tallado en el terreno circundante.
|                     |
| En Ribeira, Galicia |

|                            |
| En Bickensohl, Kaiserstuhl |

|                                          |
| Entre Alsheim y Mettenheim, Hesse Renano |

|                                    |
| En Radevormwald, Condado del Monte |

|                                        |
| En Sandomierz, Voivodato de Santa Cruz |

## Enlaces
- Wikimedia Commons alberga una categoría multimedia sobre Caminos excavados.
- Caminos excavados del Kaiserstuhl

- Datos: Q476352
- Multimedia: Narrow passes / Q476352